# Коул (окръг, Мисури)
Окръг Коул (на английски: Cole County) е окръг в щата Мисури, Съединени американски щати. Площта му е 1033 km², а населението - 71 397 души (2000). Административен център е град Джеферсън Сити.